# Tasov (Žďár nad Sázavou-i járás)
Tasov település Csehországban, a Žďár nad Sázavou-i járásban. Tasov Ruda, Velká Bíteš, Jabloňov, Dolní Heřmanice, Čikov, Pyšel és Kamenná településekkel határos. Lakosainak száma 682 fő (2024. január 1.).
2007. január 1-jén került át a Třebíči járásból a Žďár nad Sázavou-i járásba.

## Népesség
A település lakosságának változását az alábbi diagram mutatja:
| Lakosok száma | 735  | 849  | 887  | 804  | 691  | 605  | 663  | 677  | 682  | 682  |
|               | 1869 | 1890 | 1921 | 1950 | 1980 | 2001 | 2017 | 2019 | 2022 | 2024 |